# Vera-Ellen
Vera-Ellen est une actrice et danseuse américaine née le 16 février 1921 à Norwood, Ohio (États-Unis), morte le 30 août 1981 à Los Angeles (Californie).

## Biographie
Elle remporte à 16 ans un célèbre radio crochet : "Major Bowes Amateur Hour". Elle débute en 1939 à Broadway dans Very warm of way de Jerome Kern et Oscar Hammerstein II. Elle fait partie de la troupe de danse de précision les Rockettes au Radio City Music Hall et apparaît sur scène par la suite dans quelques comédies musicales à New York comme "Panama Hattie". Le producteur Samuel Goldwyn la remarque et lui fait signer un contrat. En 1949, elle joue aux côtés de Gene Kelly, Frank Sinatra et Ann Miller dans "On The Town" de Stanley Donen. Dix ans plus tard, elle fait sa dernière apparition dans le show de Dinah Shore. Elle décède d'un cancer en 1981 à l'âge de 60 ans.

## Filmographie
- 1945 : Le Joyeux Phénomène (Wonder Man) de H. Bruce Humberstone : Midge Mallon
- 1946 : Le Laitier de Brooklyn (The Kid from Brooklyn) : Susie Sullivan
- 1946 : Trois jeunes filles en bleu (Three Little Girls in Blue) de H. Bruce Humberstone : Myra Charters a.k.a. Myra, Pam's maid
- 1947 : Carnival in Costa Rica : Luisa Molina
- 1948 : Ma vie est une chanson (Words and music) de Norman Taurog : Elle-même
- 1949 : La Pêche au trésor (Love Happy) : Maggie Phillips, Dancer
- 1949 : Un jour à New-York (On the Town) : Ivy Smith ('Miss Turnstiles')
- 1950 : Trois Petits Mots : Jessie Brown / Jessie Kalmar
- 1951 : L'Amour mène la danse (Happy Go Lovely) : Janet Jones
- 1952 : La Belle de New-York (The Belle of New York) : Angela Bonfils
- 1953 : Appelez-moi Madame (Call Me Madam) : Princess Maria
- 1953 : Big Leaguer : Christy
- 1954 : Noël blanc (White Christmas) : Judy Haynes
- 1957 : La Cousine d'Amérique (Let's Be Happy) : Jeannie MacLean

## Voix chantées
Vera-Ellen a été doublé pour le chant dans plusieurs films musicaux auxquels elle a participé.
- Anita Ellis dans :
  - 1950 : Trois Petits Mots
  - 1952 : La Belle de New York

Et aussi
- 1945 : Le Joyeux Phénomène : June Hutton
- 1946 : Trois Jeunes Filles en bleu : Carol Stewart
- 1951 : L'amour mène la danse : Eve Boswell
- 1953 : Appelez-moi Madame : Carol Richards
- 1957 : La Cousine d'Amérique : Joan Small

## Voix françaises
Toutes les voix n'ont pas encore été identifiées.
- Lily Baron dans :
  - Un jour à New York (1949)
  - Noël Blanc (1954)

- Céline Monsarrat dans Le Joyeux Phénomène (1945) (2éme doublage)
- Nicole Riche dans La Pêche au trésor (1949)
- Claire Guibert dans L'amour mène la danse (1951)